# Посткіберпанк
Посткіберпанк (англ. Postcyberpunk) — жанр наукової фантастики, що розвинувся з кіберпанку, який, як і попередник, описує технічний розвиток суспільства найближчого майбутнього і процеси, що при цьому відбуваються (загальне проникнення інформаційних технологій, генної та молекулярної інженерії, технологій модифікації людського тіла та інше). Однак на відміну від кіберпанку менш похмурий, рясніє політичною та соціальною сатирою, нерідко висміює канони самого кіберпанку.